# Днепровски метрополитен
Днепровският метрополитен (на украински: Дніпровський метрополіте́н) е метрото в гр. Днипро, Украйна.
Започва съществуването си като държавно предприятие, пълното име на експлоатиращата го организация е било Державне унітарне підприємство „Дніпропетровський метрополітен“. От 19 октомври 2011 г. е предаден като комунална (градска) собственост.
Въведен е в експлоатация на 29 декември 1995 г. Разполага с 1 линия, с дължина 7,8 км, на която са разположени 6 станции. Дължина на пероните – 102 м.
От момента на откриването си линията не е удължавана. Строителството на 2 станции е почти символично, а към юни 2009 г. финансирането е спряно.
Въпреки това в перспективните планове се предвижда изграждането и на Втора линия.
През 2012 г. е одобрен заем от ЕБВР на стойност 152 млн. евро, който не е усвоен, но през 2014 г. държавата одобрява. Съглашението и с ЕИБ (също на стойност 152 млн. евро) и се предполага, че през 2015 г. строителството на 3 метростанции може да започне. Завършването им се очаква през 2018/2019 г.
Към 2014 г. Днепровското метро е сред най-евтините в света: цената на пътуването в него струва само 2 гривни.

## Подвижен състав
В Днепровското метро се движат състави от типа 81 – 717/714, в тривагонни композиции. Обслужва се от депо „Диевка“.

## Снимки
Линия „Централно-Заводска линия“
- Станция „Покровска“
- Станция „Проспект Свободи“
- Станция „Металургов“